# Michele Šego
Michele Šego (pronunciación en croata: [mikêːle ʃêːɡo]; Split, 5 de agosto de 2000) es un futbolista croata que juega como delantero en el H. N. K. Hajduk Split de la Primera Liga de Croacia.

## Trayectoria
Comenzó a jugar al fútbol en la escuela de fútbol del NK Omladinac Vranjic local. Tras pasar cinco años en las categorías inferiores del Adriatic Split, fue aclamado como el mayor talento del club, al marcar más de 50 goles cada temporada. Finalmente, se incorporó a la selección croata sub-15, antes de pasar a la academia del H. N. K. Hajduk Split a los 16 años.
Tras una exhibición de calidad en la primera mitad de la temporada con el equipo de reserva del Hajduk, fue convocado para el partido de liga de su equipo senior contra el H. N. K. Cibalia que tuvo lugar el 11 de febrero de 2018. Marcó su primer gol en el partido oficial del equipo senior del Hajduk contra el NK Istra 1961 el 9 de mayo de 2018, anotando una volea para la victoria por 1-5.
En enero de 2020 fue cedido hasta el verano de 2020 al NK Slaven Belupo Koprivnica. Volviendo al final de la temporada, fue cedido de nuevo en agosto de 2020, esta vez al NK Bravo de la Primera Liga de Eslovenia para la temporada 2020-21.

## Estadísticas

### Clubes
Actualizado al último partido disputado el 30 de septiembre de 2022.
| Club                                  | Div.          | Temporada     | Liga  | Liga  | Copas nacionales | Copas nacionales | Copas internacionales | Copas internacionales | Total | Total |
| Club                                  | Div.          | Temporada     | Part. | Goles | Part.            | Goles            | Part.                 | Goles                 | Part. | Goles |
| ------------------------------------- | ------------- | ------------- | ----- | ----- | ---------------- | ---------------- | --------------------- | --------------------- | ----- | ----- |
| HNK Hajduk Split II · Croacia         | 3.ª           | 2017-18       | 20    | 6     | —                | —                | —                     | —                     | 20    | 6     |
| HNK Hajduk Split II · Croacia         | 3.ª           | 2018-19       | 18    | 5     | —                | —                | —                     | —                     | 18    | 5     |
| HNK Hajduk Split II · Croacia         | 3.ª           | 2019-20       | 14    | 3     | —                | —                | —                     | —                     | 14    | 3     |
| HNK Hajduk Split II · Croacia         | Total club    | Total club    | 52    | 14    | 0                | 0                | 0                     | 0                     | 52    | 14    |
| H. N. K. Hajduk Split · Croacia       | 1.ª           | 2017-18       | 5     | 1     | 1                | 0                | —                     | —                     | 6     | 1     |
| H. N. K. Hajduk Split · Croacia       | 1.ª           | 2018-19       | 5     | 0     | 1                | 0                | 3                     | 0                     | 9     | 0     |
| H. N. K. Hajduk Split · Croacia       | Total club    | Total club    | 10    | 1     | 2                | 0                | 3                     | 0                     | 15    | 1     |
| NK Slaven Belupo Koprivnica · Croacia | 2.ª           | 2019-20       | 8     | 0     | 1                | 0                | —                     | —                     | 9     | 0     |
| NK Slaven Belupo Koprivnica · Croacia | Total club    | Total club    | 8     | 0     | 1                | 0                | 0                     | 0                     | 9     | 0     |
| NK Bravo Eslovenia                    | 1.ª           | 2020-21       | 12    | 1     | 1                | 0                | —                     | —                     | 13    | 1     |
| NK Bravo Eslovenia                    | Total club    | Total club    | 12    | 1     | 1                | 0                | 0                     | 0                     | 13    | 1     |
| NK Dugopolje · Croacia                | 3.ª           | 2020-21       | 16    | 8     | 0                | 0                | —                     | —                     | 16    | 8     |
| NK Dugopolje · Croacia                | Total club    | Total club    | 16    | 8     | 0                | 0                | 0                     | 0                     | 16    | 8     |
| NK Varaždin · Croacia                 | 3.ª           | 2021-22       | 24    | 7     | 2                | 0                | —                     | —                     | 26    | 7     |
| NK Varaždin · Croacia                 | 2.ª           | 2022-23       | 7     | 3     | 0                | 0                | —                     | —                     | 7     | 3     |
| NK Varaždin · Croacia                 | Total club    | Total club    | 31    | 10    | 2                | 0                | 0                     | 0                     | 33    | 10    |
| Total carrera                         | Total carrera | Total carrera | 131   | 34    | 6                | 0                | 3                     | 0                     | 140   | 34    |